# Вапрус (Пярну)
«Вапрус» (ест. Pärnu Linnameeskond) — естонський футбольний клуб з міста Пярну. Найвідоміший вихованець клубу — Сергій Зеньов.

## Історія клубу
Клуб «Вапрус», заснований у 1922 році після злиття ФК «Вапрус», ФК «Пярну» і ФК «Калев», проіснував до Другої світової війни, У 1999 році перезаснований під назвою ФК «Левадія» Пярну. Клуб сформували з молодих гравців ФК «Тервіс» Пярну; фінансував клуб Віктор Левада. У перший рік існування нового «Вапруса» команда заявилася в третю естонську лігу, 2006 року вийшла до вищої ліги. У 2009 в результаті співпраці з волостю Вяндра заснували клуб Вяндра Вапрус. У 2010 році ухвалили рішення про об'єднання пярнуського «Вапруса» з клубами Пярну Калев і ФК Пярну під загальною назвою Пярну Ліннамеесконд. Клуб «Вапрус» відновили у 2014 році як фарм-клуб ФК «Вапрус» із Вяндри.
У 2014 році клуб посів третє місце в Екстралізі та вийшов у Мейстрілігу, оскільки перші два місця зайняли дублі команд, які виступають у вищій лізі.
У грудні 2014 року футбольний клуб очолив естонський фахівець Марко Лелов. У сезоні 2015 року команда повернулася у Мейстрілігу Естонії. Сезон клуб закінчив на 8-му місці й залишився у вищій лізі.

## Відомі гравці
- Сергій Зеньов
- Тихон Шишов
- Станіслав Прінс

### Україна
- Олег Коваленко
- Олександр Мірошниченко
- Віталій Полянський